# Kilburn (Metropolitano de Londres)
Kilburn é uma estação do Metrô de Londres perto do Brondesbury Park, no noroeste de Londres. Fica na linha Jubilee, entre as estações Willesden Green e West Hampstead e na Zona 2 do Travelcard. A estação fica na A5 Kilburn High Road ou Shoot-up Hill, aproximadamente Predefinição:Convert/mile ao norte da estação de Brondesbury. Os trens da linha Metropolitan normalmente passam pela estação sem parar.
A estação foi inaugurada na linha Metropolitan em 1879 como parte de uma extensão para Willesden Green. A linha de duas vias que atravessa a estação foi quadruplicada na década de 1910. Após a fusão para formar o London Passenger Transport Board em 1933, os serviços da linha Metropolitan através da estação foram transferidos para o ramal Stanmore da linha Bakerloo, e a estação foi amplamente reconstruída. Este ramal foi então transferido novamente para a linha Jubilee em 1979. O prédio da estação da década de 1930 permanece e foi reformado em 2005. A estação agora é acessível para cadeiras de rodas e tem serviços de trem frequentes para o centro de Londres.

## Localização
Kilburn atende a área que leva o mesmo nome, que é um distrito comercial moderado e um subúrbio residencial denso. Diz-se que o lugar recebeu o nome de Cylla, então saxão, ou do termo saxão de 1121 "Cuneburna" para "o riacho do gado". Os primeiros assentamentos perto da estação datam de 1847. A estação fica na A5 Kilburn High Road ou Shoot-up Hill. A estrada conecta várias estações, incluindo Brondesbury e Kilburn High Road. Os marcos próximos incluem o Red Lion, o Kiln Theatre, o Kilburn Grange Park, o ICMP London e a Kingsgate Primary School.

## História
A Metropolitan Railway (MR) abriu pela primeira vez uma linha separada chamada Metropolitan and St. John's Wood Railway (M&SJWR) da Baker Street até Swiss Cottage. Devido ao baixo número de passageiros, o MR estava considerando opções para estender ainda mais o M&SJWR para fornecer novas rotas para o centro de Londres. [note 1] Foi concedida permissão para estender a linha até Harrow via Kilburn em 1874.
A estação foi inaugurada como Kilburn and Brondesbury em 24 de novembro de 1879 que fazia parte da extensão para Willesden Green. Devido ao aumento do tráfego, os trilhos da Finchley Road até Harrow (hoje Harrow-on-the-Hill) seriam quadruplicados. A operação de quatro vias começou entre Finchley Road e Kilburn em 1913, estendendo-se até Wembley Park em 1915. Isto criou um gargalo entre Finchley Road e Baker Street.
Em 1 de julho de 1933, a MR se fundiu com outras ferrovias subterrâneas, empresas de bondes e operadoras de ônibus para formar o London Passenger Transport Board, e a MR se tornou a linha Metropolitan da London Transport. Devido a um gargalo entre Finchley Road e Baker Street, a linha Bakerloo deveria se estender até Finchley Road e Stanmore para aliviar o congestionamento na linha Metropolitan. A extensão também assumiria as estações intermediárias, incluindo Kiburn. A construção começou em 1936 e Kilburn tornou-se parte do ramal Stanmore da linha Bakerloo em 20 de novembro de 1939, época em que a estação foi amplamente reconstruída. Os serviços da linha Metropolitan através da estação cessaram em 7 de dezembro de 1940, quando os serviços foram totalmente transferidos para a linha Bakerloo. A estação foi renomeada para seu nome atual em 25 de setembro de 1950.
Durante a Segunda Guerra Mundial e ao longo das décadas de 1950 e início de 1960, foram consideradas várias rotas conectando o noroeste e o sudeste de Londres via centro de Londres. A linha Victoria recebeu prioridade e foi somente após o início da construção da linha que o planejamento detalhado da nova linha começou. Foi planejado para funcionar na direção leste-oeste ao longo da Fleet Street e deveria ser denominado linha Fleet.  A falta de financiamento significou que apenas a primeira fase da linha proposta, de Baker Street a Charing Cross, foi aprovada em julho de 1969; o financiamento foi acordado em agosto de 1971. A construção começou em 1972. Em 1977, o nome da linha foi alterado para linha Jubilee, para marcar o Jubileu de Prata da Rainha naquele ano. O teste de funcionamento dos trens começou em agosto de 1978 e a linha Jubilee foi inaugurada em 1 de maio do ano seguinte. A linha foi inaugurada oficialmente pelo príncipe Carlos no dia anterior, começando com uma viagem de trem de Green Park a Charing Cross. Isto substituiu o ramal Stanmore da linha Bakerloo, com a seção inicial operando entre Stanmore e Charing Cross.

## A estação hoje
Uma das pontes logo depois da estação, que transporta a linha de quatro trilhos sobre a A5 Kilburn High Road (então conhecida como Watling Street), tem o nome da empresa "METROPOLITAN RAILWAY" fixado nas laterais do viaduto. Os números no viaduto indicam "1914", época em que a Metropolitan Railway quadruplicou seus trilhos de Finchley Road para Harrow-on-the-Hill.
Em 2005, grandes obras de reforma foram realizadas, envolvendo a pintura completa da estação, a instalação de um novo sistema de CFTV, melhor iluminação, sistemas de som atualizados, novos banheiros e novos painéis indicadores de trens no saguão de bilheteria e no nível da plataforma. Um elevador também foi instalado na estação para fornecer acesso sem degraus da rua ao nível da plataforma. As características patrimoniais também foram mantidas durante a reforma.

## Serviços e conexões
As linhas de ônibus de Londres 16, 32, 189, 316, 332 e 632, e a linha noturna N16 atendem a estação.